# つけペン

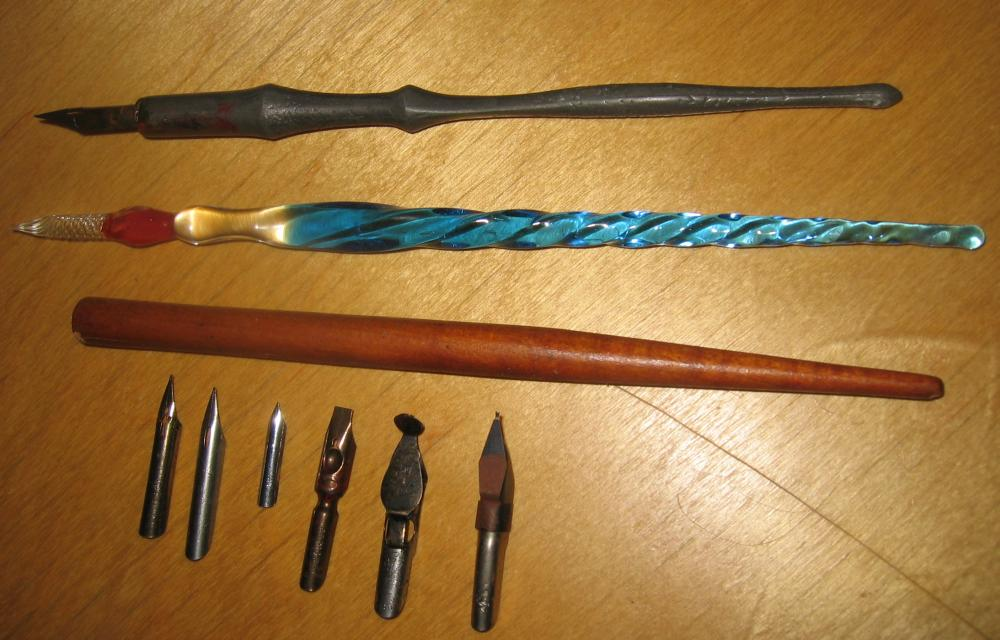
つけペン（ペン軸とペン先）。上から2番目がガラスペン。下はペン先を取り付けていないペン軸とペン先。

つけペン（付けペン）は、ペン先（ペンの先端）にインクをつけながら筆記・描画に用いるペン。インク自体の表面張力および粘性によって少量のインクをペン先の一部に保持し、そこから毛細管現象を利用して微量のインクを紙などの筆記・描画面に導く構造を持つものが多い。

## 概説
18世紀に金属製のペン先が実用化されるまで筆記や描画には羽根ペンや葦ペンなど、先端を削ってインクを直接付けて使用するつけペンが使用された。しかし、万年筆やボールペンなどのように内部にインク格納部を持ち、頻繁にペン先にインクをつける必要のないペンが普及したため、今日ではレトロニムとして「つけペン」と特記するようになった。
今日では頻繁にペン先にインクをつけなければならないわずらわしさから一般の筆記用に用いられることはほとんどなく、様々なペン先の特性によって描線の効果を期待する描画、例えば漫画作品のペン入れや、美術作品としてのペン画、生物学の分類学における記載図の描画などに用いるのが一般的である。また、墨汁などのボールペンや万年筆にいれて用いることが出来ないインクを使用しなければならない場面にも用いられる。
ほとんどのつけペンはペン先とペン軸とに分かれていて、それぞれを特性や好みで選択し組み合わせるのが普通である。ガラスペンはペン先とペン軸が一体化したものが多く 、丸ペンは専用のペン軸があるが、それ以外のほとんどの金属製ペン先とペン軸は互換性がある。インクは購入したインク瓶を机上に置いて、それをそのまま利用する場合と、机などに埋め込んだ容器など専用のインク入れに移して使う場合がある。

### 日本での鋼ペンの歴史
参照:
鋼鉄ペン先はイギリスで量産が開始され、1871年(明治4年)に日本に入ってきた。
その後、国産のペン先は、故石川徳松氏が、製造技術や材料・機械などなどすべてが不明の中で苦心研究し、1897年(明治30年)4月から、石川ペン製作所(現ゼブラ株式会社 1963年社名変更)として製造販売を開始した。
1908年(明治41年)の太政官通達で鋼ペンとインクの正式仕様が認められ、毛筆と墨で記録する時代から鋼ペンとインクの時代と移っていった。戦後、生産量は拡大し、昭和25年には最盛期を迎え、ペン先メーカーは18社を超えるほどだった。
そして、昭和40年代初頭までは銀行や郵便局には一般的に、振込用紙の記入用にはボールペンではなくインク壺とつけペンがセットで備えられていた。
近年はマンガ用として、マンガ家にとって、なくてはならない筆記具となっている。

## 種類

### 鋼ペン
- Gペン

もともと英字を書くのに使われたペンである。おもな特色は軟らかいことで、この軟らかさは強弱をつけやすいものとなっている。迫力が出やすいため、漫画、特に劇画に利用されることになった。
練習を重ねればどんな線でも描けるようになるので、このペンだけで輪郭から細部まで全ての描写をしてしまう漫画家もいる。
- 丸ペン

本来は「マッピングペン」と呼び、地図の等高線を描くために利用されていた。写真下の左から3番目。日本では丸ペン（まるぺん）と呼ばれ、ペン画や図面を描くのに利用される。メーカーによってペンの硬さや線の細さ、使い心地等が微妙に違う。ペンは、A（硬質）、E（軟質）がある。
細い線が描け、強弱も付けることができるので、Gペンと共に漫画を描くのにも広く利用されている。体毛の先端が細くなる様を容易に描けるため、昆虫の分類学における記載図の描画にも欠かせない。
日光ペンとタチカワの丸ペンは、現在、鋼の種類、作業工程、焼き温度、焼きなまし温度すべてが同一である。そのため刻印以外はほとんど差異が無い。
- スクールペン

日本で簿記、帳簿用に開発された。Gペンとほぼ同じ形をしているが、側面の切り込みが無く、線がGペンよりも細く硬い傾向にある。
- カブラペン

英字の筆記用に作られたペン。形状から「スプーンペン」、「たまペン」、「さじペン」、「ドーム」とも呼ばれる。Gペンより硬めで、線に抑揚が付きにくい。漫画を描くのにも利用される。日本では漢字や仮名 (文字) を筆記しやすいように鋼素材に錫メッキを使用し表面を半光沢（ニューム色）にした物もある。
- 日本字ペン

日本字が書きやすいようにカブラペンを特化させたもの。独特の形をしている。カブラペンよりしなやかな線が出せる反面、強い弾力性には欠ける。
- ラウンドペン／ルンドペン／カリグラフィーペン

レタリング・カリグラフィー用のに作られた特殊ペン先。

### 割り箸ペン
割り箸を鉛筆削り器などで先端を尖らせたもの

## 鋼ペン先メーカー

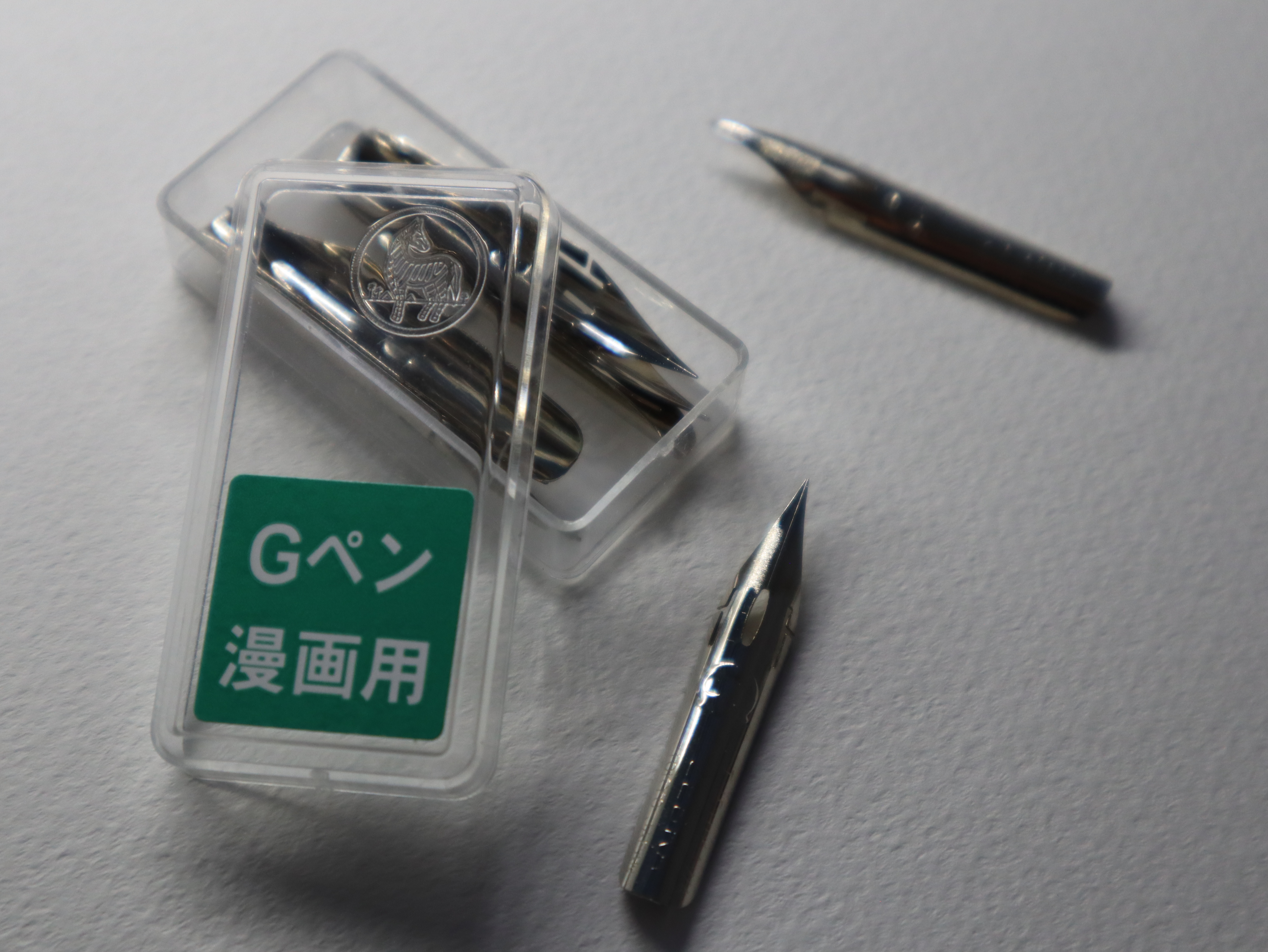
ゼブラ Gペン

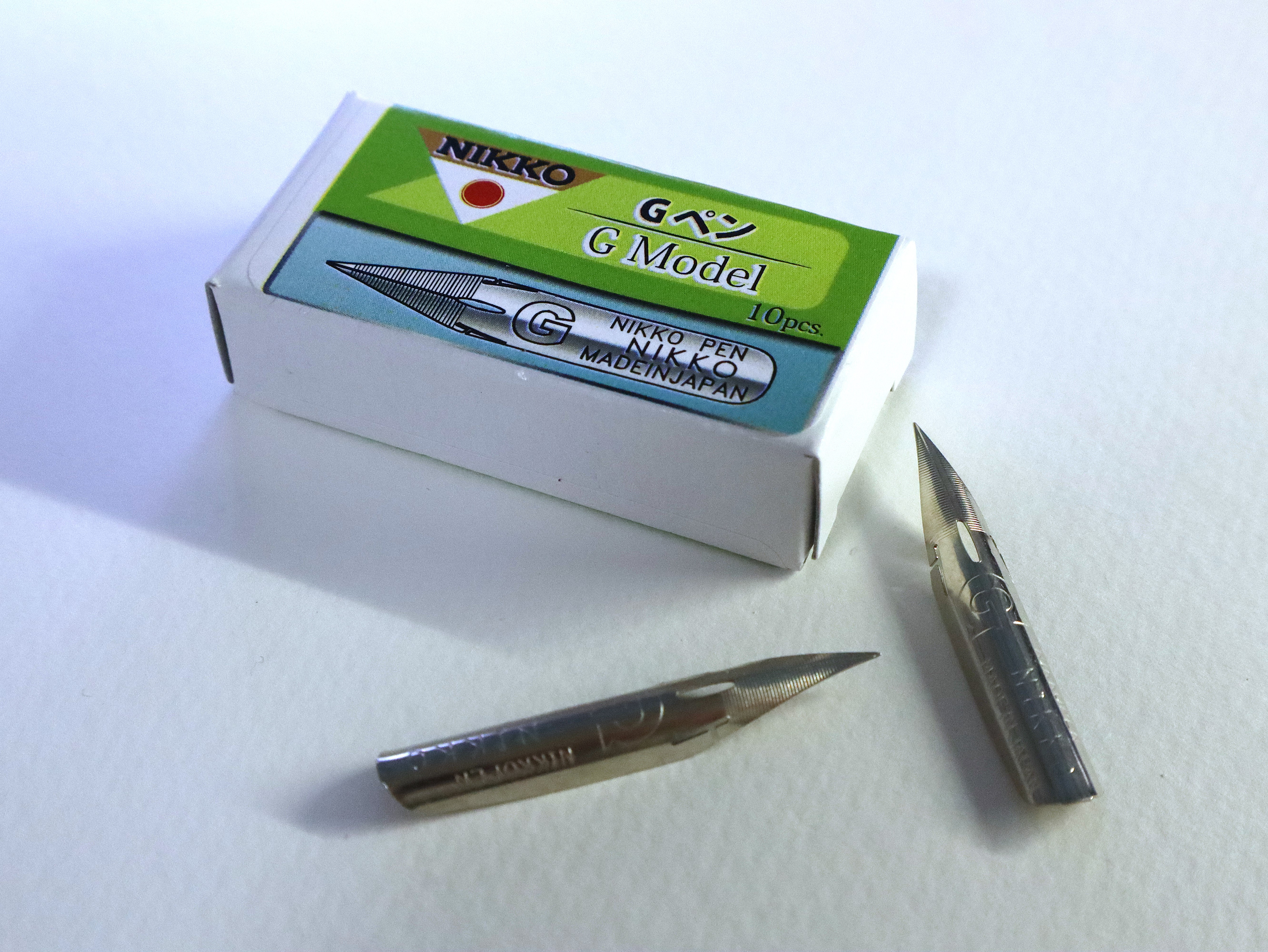
立川ピン製作所 NIKKO Gペン

### 製造中
日本
- ゼブラ -「ゼブラ」のブランドで製造・販売している。
- 立川ピン製作所 -「タチカワ」・「日光」の2つのブランドを製造・販売している。
- シオン -「DRILLOG」のブランドで製造・販売している[5]。
- カキモリ -「Metal nib」のブランドで製造・販売している[6]。ALLOYが製造を担当。

海外
- レオナルド（Leonardt）- D. Leonardt & Co.が製造していた。現在はイギリスのMANUSCRIPT社のブランドとして製造されている[7]。
- ミッチェル（W. Mitchell）- Gillott'sが製造していた。現在は、イギリスのウィリアム・ミッチェル社が製造している[8]。「Gillott」ブランド。
- ブラウゼ（Brauze）- 現在は、Etablissements LALO社のブランドとして、現在でもドイツで製造を続けている[9]。
- スピードボール（Speedball）- アメリカのスピードボール社。カリグラフィー用の鋼ペンを主に製造している[10]。「HUNT」ブランド。

### 生産終了
参照:
- ライオン事務器 -「ライオンペン」のブランドで製造・販売していた。
- エレガントペン先 -「エレガントペン」のブランドで製造・販売していた。
- 日本ペン先株式会社 - 「ミカドペン」のブランドで製造・販売していた。
- 豊洲製作所 -「ラウンドペン」のブランドで製造・販売していた。
- 新興金属工業 -「コインペン」のブランドで製造・販売していた。

他、30社以上存在していた。